# Бой под Неменчином
Бой под Неменчином (польск. Bitwa pod Niemenczynem) — одно из сражений во время восстания под предводительством Тадеуша Костюшко, произошедшее 27 апреля 1794 года между польским отрядом подполковника Стефана Грабовского и русским отрядом донского полковника Киреева при Неменчине (21 км к северо-востоку от Вильно), завершившееся победой польской армии.

## Ход боя
После восстания в Вильно столичный комендант Якуб Ясинский узнал, что в Неменчине стоит небольшой русский отряд под начальством полковника Киреева (450 солдат). Он состоял из остатков русского гарнизона в Вильно. Якуб Ясинский отправил 26 апреля против русских подполковника Стефана Грабовского.
В это время, в ночь с 26 на 27 апреля, полковник Киреев соединился с однотысячным отрядом Фёдора Левиза, который отступил из Вильно по правому берегу р. Вилии. Стефан Грабовский с отрядом из 360 солдат и 2 орудий на рассвете 27 апреля выступил из Неменчине и напал на превосходящие силы русских (1450 солдат).
Произошёл чрезвычайно ожесточенный штыковой бой. Из-за значительного превосходства русских подполковник Стефан Грабовский отступил обратно в Неменчине, куда вскоре прибыл с подкреплением майор Игнацы Эйдзятович (150 солдат). Донской полковник Киреев, узнав о прибытии подкрепления в Неменчине, начал отступать вдоль р. Вилии в сторону Михалишек.
В бою повстанцы потеряли 134 солдата и 2 орудия, а русские — 280 солдат.